# Bellucia nigricans
Bellucia nigricans är en tvåhjärtbladig växtart som först beskrevs av Joseph Dalton Hooker, och fick sitt nu gällande namn av Penneys, Michelangeli, Judd och Frank Almeda. Bellucia nigricans ingår i släktet Bellucia och familjen Melastomataceae. Inga underarter finns listade i Catalogue of Life.